# Ciutadella de Damasc
La Ciutadella de Damasc és una fortalesa medieval que es troba a la capital de Síria. Forma part de l'antiga Damasc i està catalogada com a Patrimoni de la Humanitat per la UNESCO. La fortificació, la va construir el general turcman Atsiz Ibn Abaq l'any 1076; és possible, però, que ja hi existís una ciutadella d'època hel·lenística o romana, però no hi ha cap evidència arqueològica d'aquesta hipòtesi. Després de l'execució d'Ibn Abaq, l'edifici fou conclòs pel seljúcida Tétuix I. Després, els emirs de les dinasties Bourid i Zengid hi afegiren més estructures. Durant aquest període, la ciutadella i la ciutat de Damasc foren assetjades pels croats; també, però, pels exèrcits musulmans. El 1174, el soldà aiúbida Saladí prengué possessió de la ciutadella, hi va establir la residència i en modificà les defenses. El germà i successor de Saladí, Al Adel, va reconstruir totalment la ciutadella entre el 1203 i el 1216 com a resposta al desenvolupament del trabuquet de contrapès com a màquina de setge. Després de la seua mort, hi hagué lluites de poder entre els prínceps aiúbides rivals, i tot i que Damasc canvià de governant sovint, la ciutadella fou capturada només una vegada, el 1239. La fortalesa va romandre sota el control dels aiúbides fins a l'arribada dels mongols i del general Kitbuqa, que capturaren Damasc el 1260, i van decidir desmantellar-ne la ciutadella. Després de la derrota mongola el mateix any contra els mamelucs, Damasc va caure sota el domini mameluc. Llevat de breus períodes al 1300 i especialment al 1401, quan els mongols van aconseguir prendre Damasc, els mamelucs mantingueren la ciutadella fins al 1516. Aquesta data marca la conquesta de Síria per l'Imperi otomà. Damasc va caure sense lluitar i a partir del segle XVII, la ciutadella fou un lloc d'acantonament per als geníssers, unitats d'elit de la infanteria otomana. La ciutadella va perdre importància al segle XIX, i el seu darrer ús militar data del 1925, quan l'artilleria francesa bombardejà la ciutat vella des de la fortalesa per reprimir els aldarulls sorgits durant la Gran Revolta de Síria contra el règim del Mandat francés a Síria i el Líban. La ciutadella continuà servint de guarnició i presó fins al 1986, quan hi començaren les excavacions i les restauracions. L'any 2011, la recerca arqueològica encara estava en marxa. La ciutadella es troba a l'angle nord-oest de les muralles, entre Bab al-Faradis i Bab al-Jabiya. L'edifici té una forma més o menys rectangular protegida per torres unides per murs que tanquen una zona de 230 m de llarg per 150 m d'amplada. La fortificació estava protegida per 14 torres massives, de les quals només en resten 12. La ciutadella té portals a les façanes nord, est i oest. La major part d'aquest monument es remunta al període aiúbida, però algunes estructures més antigues daten del període seljúcida. Les obres de reparació o reconstrucció pels setges i terratrèmols, les feren els mamelucs i otomans.

## Història

### L'antiga ciutadella

#### Construcció de la ciutadella
L'any 1076, Damasc fou conquerida pel general turcman Afsiz Ibn Abaq, que es va proclamar sobirà i començà a construir-ne la ciutadella. Va intentar envair l'Egipte fatimita el 1077, però hi fracassà. Després de la seua victòria sobre Ibn Abaq, els fatimites van decidir el mateix any assetjar Damasc, i de nou el 1078, però no pogueren recuperar la ciutat. El segon setge va ser aixecat per Tútuix, germà del soldà seljúcida Màlik-Xah I, a qui Ibn Abaq havia recorregut contra els fatimites. Després del final del setge, Tútuix I prengué el control de la ciutat i, com que no confiava pas en Afsiz, el va fer assassinar. La ciutadella va ser completada per Tútuix.

#### Seljúcides i zengites
Després de la mort de Tútuix el 1095, Síria es va dividir entre els seus fills Abu Nasr Shams al-Muluk Duqaq i Fakhr al-Mulk Radwan. Duqaq prengué el control de Damasc mentre Radwan es va establir a Alep. Durant el regnat de Duqaq (1095-1104), es feren obres noves a la ciutadella. El 1096, Radwan assetjà la ciutadella, però no la pogué prendre. Durant el període de la dinastia Bourid (1104-1154), es feren ajustos a la ciutadella en resposta als atacs dels exèrcits francs i després musulmans a Damasc. Així, l'any 1126, els croats s'acostaren a Damasc; el seu avanç, però, es va aturar a 30 km de la ciutat. En un segon intent l'any 1129, els croats arribaren a uns 10 km de Damasc. Zengi, l'atabeg (governador) d'Alep i Mossul, atacà Damasc dues vegades, el 1135 i el 1140. Aquest segon atac fracassà per l'aliança formada entre l'emir de Damasc i els estats llatins més al sud, que els va permetre evitar la formació d'una gran coalició musulmana contra ells. Els croats de la Segona Croada, però, van decidir atacar Damasc el 1148. El setge de la ciutat acabà amb la intervenció dels exèrcits de Nur ad-Din, fill de Zengi i governant d'Alep, amenaçant els croats i forçant-los a retirar-se de Síria. No obstant això, Nur ad-Din no va capturar Damasc fàcilment, només després de diversos atacs el 1150 i el 1151 abans d'entrar-hi victoriós el 1154. La ciutadella es reté a Nur ad-Din després d'haver obtingut garanties de salvar Mujir ad-Din Abaq, el darrer rei búrida, i li va permetre governar la ciutat d'Homs. Nur ad-Din regnà com a emir zengita de Damasc des del 1154 fins a la seua mort, el 1174. Es va instal·lar la residència a la ciutadella i es va comprometre a restaurar o a reconstruir les parts habitables. Damasc va patir un terratrèmol l'any 1170, i això impulsà Nur ad-Din a construir una casa de fusta per a l'oració i dormir al costat de l'edifici de pedra originari. A més a més, va construir una mesquita i una font dins la ciutadella. Entre el 1165 i el 1174, Nur ad-Din reforçà la defensa de Damasc afegint un mur concèntric al voltant de les muralles. Nur ad-Din va morir el 15 de maig del 1174, i fou soterrat a la ciutadella. El seu cos seria traslladat més tard al mausoleu de la Madrassa de Nur ad-Din de Damasc.

#### Des del regnat de Saladí fins al d'Al-Adel
Just després de la mort de Nur ad-Din l'any 1174, Saladí, el soldà aiúbida d'Egipte, va prendre el control de Damasc. Aquest any, Saladí navegà des d'Egipte pels estats llatins d'Orient fins a Damasc amb només 700 infants. La ciutat es va retre a Saladí sense lluitar, només la ciutadella hi va resistir fins al novembre. Saladí reforçà la ciutadella amb una torre, i en renovà els apartaments residencials. Com el seu predecessor, fou soterrat a la ciutadella, on va morir de malaltia al març del 1193, i després les seues restes, les traslladaren a un mausoleu a prop de la mesquita dels Omeies de Damasc.
Quan Saladí va morir, els seus fills s'establiren a Egipte, Alep, Damasc i Iraq, i competiren entre ells per la successió. Al-Afdal, el fill gran de Saladí i emir de Damasc, fou reconegut pels germans com el governant legítim de l'Imperi aiúbida. Tanmateix, a partir del 1194, començà una hostilitat creixent entre ell i Al-Aziz Uthman (també anomenat Malik al-Aziz), germà petit i soldà d'Egipte. El 1196, Al-Aziz i el seu oncle Al-Adel capturaren Damasc, tret de la ciutadella, on es va refugiar Al-Afdal. Després de la negociació, Al-Afdal es va rendir, lliurà els seus títols a Al-Aziz i fou exiliat a Salkhad, a les muntanyes Hauran. Al-Adel reconegué la sobirania d'Al-Aziz, esdevingué emir de Damasc. Quan Al-Aziz va morir el 1198, els seus dos germans, Al-Afdal, que va ser recordat al Caire i Zahir Ghazi a Alep, feren una aliança contra el seu oncle i assetjaren Damasc el 1201, però sense èxit. Al-Adel pogué negociar la pau amb Al-Afdal i Zahir Ghazi, que el van reconéixer com a soldà d'Egipte i emir de Damasc.

### La nova ciutadella

#### Des de les construccions d'Al-Adel fins a l'arribada dels mongols
Després d'haver-se consolidat com a sobirà d'Egipte i emir de Damasc, Al-Adel va fer intensos treballs de reconstrucció de la ciutadella. Entre el 1203 i el 1216, les antigues fortificacions van ser arrasades i se'n va construir un castell més gran, incorporant-hi una part de la ciutadella seljúcida. Va exigir als altres prínceps aiúbides que finançaren la construcció d'almenys una de les grans torres de la ciutadella. Alguns successors d'Al-Adel remodelaren estructures administratives i residencials de la ciutadella, com ara apartaments, palaus i una piscina. As-Sàlih Ayyub en modificarà el sistema defensiu.   Potser la ciutadella havia estat danyada pels terratrèmols del 1200 i 1201 i hi havia l'amenaça que representaven els altres prínceps aiúbides a Damasc. I també les defenses de les antigues fortificacions havien quedat obsoletes per la introducció en el segle XII del trabuquet, una formidable màquina de setge capaç d'esbocinar grans murs de pedra. Al-Adel va introduir un nombre important de canvis a la nova ciutadella, sobretot en el sistema defensiu. Va construir murs més alts i grossos, un ampli fossat al voltant de la ciutadella i moltes torres altes i massives juntes. A diferència de les antigues torres circulars, aquestes eren quadrades. Les torres tenien una plataforma sobre la qual es podia instal·lar un trabuquet. Gràcies a la seua posició elevada, aquests atifells podien superar l'artilleria enemiga, evitant que danyassen els murs.
Després de la mort d'Al-Adel el 1218, van començar lluites intenses pel poder entre els seus fills pretendents i amb altres prínceps aiúbides. Entre el 1229 i el 1246, Damasc va canviar de govern sovint i fou atacada cinc vegades pels exèrcits aiúbides. En aqueix període, la ciutadella només va caure una vegada per força en mans de l'enemic -per una bretxa en una de les muralles- l'any 1239. Això ocorregué a causa d'una reducció del nombre de soldats. Després de l'assassinat l'any 1250 de Turan-Xah ibn as-Sàlih Ayyub, el darrer soldà aiúbida d'Egipte, Damasc fou presa pel governador aiúbida d'Alep, An-Nassir Youssef. Això feu que es controlàs la major part de Síria fins a l'arribada dels mongols.
Quan els mongols van envair Síria i van amenaçar Damasc després de conquerir Alep el 1260, An-Nàssir Muhàmmad va fugir de Damasc, i deixà la ciutat gairebé indefensa. Els notables de Damasc decidiren negociar amb el mongol Hülegü Khan, i la ciutat fou lliurada poc després al seu lloctinent Kitbuga Noyan. La guarnició aiúbida, però, es va revoltar, seguint les instruccions d'An-Nàssir. En resposta, els mongols assetjaren la ciutadella, que es va rendir després d'un fort bombardeig i sense esperança de ser rescatada per An-Nàssir. Les defenses de la ciutadella foren en gran part desmantellades.

#### El període mameluc
El nou governant mameluc d'Egipte, Qutuz, aturà l'avanç mongol amb la seua victòria en la batalla d'Ayn Jalut el 1260. Damasc es trobà llavors sota el control dels mamelucs. El mateix any, Qutuz fou assassinat pel seu general en cap Bàybars I, que el va succeir com a soldà d'Egipte (1260–1277). Durant el regnat de Bàybars, la ciutadella fou reconstruïda i la façana nord de la muralla es traslladà 10 metres al nord. Se'n feren nous treballs durant el regnat dels sultans Qala'ûn (1279-1290) i Al-Ashraf Khalil. Aquest darrer va construir la Cúpula Blava dins la ciutadella. Fou la primera cúpula de Síria que es decorà amb rajoles de colors, una tècnica importada de l'Iran. Els mongols van recuperar Damasc el 1300 després de la seua victòria sobre els mamelucs en la batalla de Uadi al-Khazandar. Exceptuant la ciutadella, assetjada pels mongols, instal·laren un trabuquet al pati de la mesquita omeia, però se n'hagueren de retirar sense haver pres la ciutadella. Durant les dècades següents es van reparar els danys de la ciutadella, sobretot a la façana de llevant. La mesquita en fou reconstruïda i ampliada. Es repararen les torres i la Cúpula Blava es cobrí amb plaques de plom en lloc de rajola. En les darreres dècades del s. XIV hi hagué una Guerra civil que es va oposar a diferents faccions dins de l'imperi mameluc: el soldà Barquq, que va establir la dinastia burjita al Caire, s'enfrontà a l'oposició de Saif al-din Yalbugha, governador d'Alep, i Mintash, governador de Malatya. Damasc i la ciutadella foren assetjades moltes vegades en aquest període. Durant aquests enfrontaments, ambdós bàndols empraren torres de setge, trabuquets, canons i coets. Després del canvi de Yalbugha, que es va aliar amb Barquq, Mintash fou derrotat i assassinat el 1393, i deixà Damasc sota el control de Barquq. Mentrestant, a la ciutadella es descobreix una conspiració zahirita contra el soldà Barquq.

#### El setge de Tamerlà a Damasc
El 1400, l'exèrcit mongol de Tamerlà va irrompre a Síria i arribà a Damasc després d'haver devastat Alep, Homs i Baalbek. L'exèrcit del soldà mameluc d'Egipte Faraj ibn Barquq no pogué aixecar el setge. Poc després, el 1401, la ciutat es va rendir a Tamerlà, llevat de la ciutadella, que hi va resistir. Al voltant de la ciutadella s'instal·laren torres amb trabuquets. La guarnició es va rendir quan la torre nord-oest fou destruïda amb explosius. Els defensors van ser massacrats i es va exigir un gran tribut als habitants de Damasc, que no van poder donar la suma exigida. Aleshores, la ciutat fou saquejada i la mesquita omeia incendiada. Els danys causats a la ciutadella no es van reparar pas fins al 1407. El 1414, el governador de Damasc Nawruz al-Hafizi trobà refugi a la ciutadella contra l'exèrcit del soldà Al-Muàyyad Xaykh. La ciutadella fou bombardejada amb trabuquets i canons. L'any 1461, la torre sud-oest s'esfondrà quan es va utilitzar per a projectar objectes incendiaris contra el governador rebel de Damasc per obligar-lo a abandonar la ciutat. Aquesta torre i quatre més, les reconstruïren a la fi del segle XV o començament del XVI.

#### El període otomà
Després de la derrota mameluca per part de l'exèrcit otomà del soldà Selim I en la batalla de Marj Dabiq del 1516, Damasc i la ciutadella es rendiren als otomans de la dinastia Osman. Damasc fou confiada a Janberdi al-Ghazali, un mameluc que es va sotmetre a Selim I. Quan va morir el 1520, al-Ghazali es revoltà i va prendre la ciutadella. Va marxar cap a Alep per a expandir el seu regne; hagué, però, de retirar-se i fou assassinat a prop de Damasc el 1521. La ciutat torna a caure en mans otomanes. A partir del 1658, els geníssers controlaren la ciutadella. El 1738 i el 1746 estaven en conflicte amb els governadors de Damasc; i els geníssers van perdre el control de la ciutadella el 1746. La porta nord de la ciutadella s'enfonsà el 1752 i va patir danys importants per un terratrèmol el 1759. Els murs van ser-ne reconstruïts ràpidament el 1761.
Alí Bey al-Kabir, governador d'Egipte, reptà la supremacia otomana i va envair Síria el 1771. Damasc es va rendir, però no pas la ciutadella. Alí Bey se n'enretirà després d'un breu setge. Dos setges més hi van tenir lloc el 1787 i el 1812, tots dos amb èxit i iniciats en resposta a una rebel·lió de la guarnició de la ciutadella contra el governador de Damasc. El darrer setge de la ciutadella fou l'any 1831. Els residents de Damasc i la guarnició local dels geníssers es van revoltar contra el governador Mehmet Selim Paixà, que es refugià a la ciutadella. Després de 40 dies de setge, aquest va cedir a una promesa de salconduit; fou assassinat, però, abans de poder abandonar la ciutat. L'any 1860, molts cristians, fugint del conflicte entre drusos i maronites del Líban, van trobar refugi a Damasc, i hi hagué tensions amb la població musulmana. Es va produir una massacre de la població cristiana, i molts se'n van refugiar a la ciutadella i van aconseguir fugir de Damasc gràcies a l'ajuda de l'emir Abd el-Kader, un notable algerià exiliat a Síria.
Les descripcions i fotografies de la ciutadella fetes al segle XIX dels europeus de pas per Damasc testimonien el bon estat de conservació de les defenses de la ciutadella fins al 1895, quan les estructures de l'interior de les muralles quedaren en ruïnes. L'any 1895 es feren danys importants a la ciutadella perquè se'n tragueren pedres per a construir casernes.

#### La Gran Guerra i el període del mandat colonial francès
L'any final de la Campanya del Sinaí i Palestina de la Primera Guerra Mundial (1914-1918), quan els exèrcits britànics i àrabs marxen cap a Damasc, l'autoritat civil otomana abandona la ciutat en mans d'un comitè de civils de Damasc. El nou governador militar otomà alliberà 4.000 presoners de la ciutadella, que saquejaren i mataren soldats otomans ferits o malalts que no havien pogut sortir de la ciutat. Aquests problemes només van cessar amb l'entrada a Damasc de les tropes de cavalleria lleugera australianes l'11 d'octubre del 1918.
Les forces franceses ocuparen la ciutadella durant el període del mandat francés sobre Síria i el Líban (1920-1946). Durant la Gran Revolta de Síria del 1925, els colonialistes francesos bombardejaren un antic barri anomenat Al Hariqa, al sud de la ciutadella -on se suposava que es trobaven els rebels- des de les posicions dels pujols al nord de Damasc i fins i tot des de la ciutadella. Aquest bombardeig causà danys generalitzats. Després del període del mandat colonial, la ciutadella continuà com a caserna i presó fins al 1986.

#### Restauració i excavacions arqueològiques
L'antiga ciutat de Damasc, inclosa la ciutadella, va ser inscrita l'any 1979 a la llista de Patrimoni de la Humanitat de la UNESCO. Des del 1986, equips sirians i missions estrangeres hi han dut a terme treballs de restauració per tal d'obrir la ciutadella al públic. Fins a l'any 1999, el treball, el feu la Direcció General d'Antiguitats i Museus de Síria (DGAM). El 1999, s'hi va establir una missió francosiriana sota la supervisió conjunta de la DGAM i l'Institut Francés de l'Orient Mitjà dirigida sobretot per Sophie Berthier i Edmond Al-Ejji. Entre el 2000 i el 2006, aquesta missió feu una recerca en profunditat a la ciutadella, especialment en història de l'art, a més de treballs de restauració.
Aquesta investigació ha renovat profundament la visió de l'evolució de la fortalesa, residència principesca i centre de poder. Així, se'n va poder aclarir la cronologia de les fases de construcció. A més a més, s'hi han descobert moltes peces excepcionals, com ara peces de roba, bosses de cuir i armes.
L'any 2004 se signà un acord entre la DGAM i la Direcció General de Cooperació i Desenvolupament Italiana per a una missió conjunta de renovació de la ciutadella i el Museu Nacional de Damasc. Els treballs en començaren l'any 2007. L'ambició d'aquest projecte italosirià era fer que la ciutadella, una vegada conclosa l'obra, fos apta per a fer-hi actes i activitats culturals o socials.

## Arquitectura

### Situació i disposició de la ciutadella
La ciutadella es troba a l'angle nord-oest de la Ciutat Vella, entre Bab al-Faradis i Bab al-Jabiyya. Mentre que la majoria de fortaleses àrabs medievals són en pujols elevats, la Ciutadella de Damasc es construí en un terreny pla al mateix nivell que la resta de la ciutat, un tret que comparteix amb la Ciutadella de Bosra. La ciutadella està situada per controlar el riu Barada, que flueix al nord de les muralles. El riu també servia d'obstacle natural en cas d'atac enemic des del nord. El Nahr Aqrabani, un canal afluent del Barada, fluïa just per sota del mur nord i, per això, hi donava una protecció addicional. Amb aquests rius es podien omplir les fosses seques de les altres façanes de la ciutadella. Un altre afluent del Barada, el Nahr Banyas, entra a la ciutat passant per sota de la ciutadella. Les estructures hidràuliques per controlar el flux d'aigua que entrava a Damasc des de la ciutadella les degué construir al-Adel. La ciutadella estava integrada en el sistema defensiu de Damasc, amb les muralles de la ciutat que l'envoltaven pels angles sud-oest i nord-est. La ciutadella erigida durant el regnat seljúcida ocupava un espai de 27.300 metres quadrats. Part de les muralles seljúcides es van integrar durant els treballs de reconstrucció realitzats per Al-Adel. Així, es disposava d'un segon arc defensiu, ja que les muralles d'al-Adel tancaven una àrea una mica més gran. La ciutadella aiúbida és un rectangle irregular. Els murs exteriors, construïts per al-Adel, tenien tres portes i estaven protegits per 14 torres, de les quals només en resten 12. Llevat de la part occidental de les muralles, el sistema defensiu de la ciutadella encara en peus és obra sobretot dels aiúbides, amb importants restauracions dirigides pels mamelucs. El teixit urbà de Damasc ha enfosquit parcialment la vista de les muralles circumdants, i ha envaït els terrenys de la ciutadella durant els segles XIX i XX. Les botigues situades al llarg del districte nord del soc al-Hamidiyya es troben a la façana sud de la ciutadella, mentre que part de les defenses orientals també estan amagades per cases. Els edificis que existien enfront de les muralles a l'oest i al nord de la ciutadella van ser assolats a la dècada dels 1980. Els murs de la ciutadella, així com les torres, estan construïts amb roques carbonatades i basàltiques tretes de la rodalia de la ciutat.

### Les torres
Hui, la ciutadella té 12 torres. N'hi ha una en cada cantonada, tres d'intermèdies als murs nord i sud, i dues orientades cap a l'est. La ciutadella tenia dues torres addicionals a la muralla occidental, tal com esmentaren els viatgers europeus fins al 1759. El terratrèmol que assolà Damasc aquell any provocà l'esfondrament de les muralles defensives de la façana occidental, incloses les torres de ponent que no s'han reconstruït des de llavors.

### Murs circumdants
Les muralles de la ciutadella connecten les torres entre si. Com que en la ciutadella les torres massives són més importants, les muralles circumdants són relativament curtes. Varien entre 10 m de llargada per a la muralla que uneix les dues torres centrals de la façana est, fins als 43 m per a la muralla que uneix la torre nord-oest amb la veïna al seu est, en què els murs tenen l'alçada original, 11,5 m, i el gruix en pot variar entre 3,65 i 4,90 m. A dins de les muralles hi havia galeries adovellades que permetien un ràpid accés a les diferents parts de la ciutadella. Aquestes galeries tenien obertures des de les quals un enemic podia ser ferit amb fletxes. Les torres estaven enllaçades per un passatge protegit per la muralla emmerletada.

### Portes
Les tres portes de la ciutadella se situen al nord, est i oest. Les dues primers són obra d'al-Adel. La porta nord, però, es va reparar durant el període mameluc, mentre que l'actual porta occidental és més nova. La porta nord estava reservada sobretot als militars, mentre que la porta est tenia ús civil. Durant el període mameluc, aquesta darrera porta era un dels dos llocs, l'altre era la mesquita omeia, des d'on s'enviaven els decrets oficials: així ho reflecteixen les moltes inscripcions que n'hi ha.
La porta del nord, anomenada Bab al-Hadid (Porta de Ferro) es va fer tenint en compte l'eficiència militar. Contenia dues entrades d'arc a banda i banda d'una torre situada al bell mig del mur nord. Aquests dos accessos duien a una sala amb volta i d'ací a un llarg corredor cobert que conduïa al pati. Aquest conjunt de portes incloïa les estructures de portes anteriors de l'antiga ciutadella seljúcida. A partir dels elements estilístics i de les inscripcions trobades a la ciutadella, podem avaluar la construcció de la porta aiúbida del període entre el 1210 i el 1212. Les estructures de la porta nord i est estaven connectades amb un pas d'arc de 68 m de llarg que també es pot atribuir a al-Adel.
La porta de l'est, construïda entre el 1213 i el 1215, és l'única que s'obri a la part d'intramurs de l'antiga Damasc. Aquesta porta és en una de les torres quadrades de la ciutadella i està protegida per una altra torre al sud de la primera. Rere aquesta porta hi ha una sala quadrada amb quatre columnes que sostenen una cúpula central que és arquitectònicament inusual. S'hi incorpora una antiga torre porta de la ciutadella seljúcida. Aquesta porta no té estructures defensives com ara espitlleres, però està més decorada que la porta del nord, i això fa pensar que en fos la porta cap a la ciutat. La porta està decorada amb mocàrabs, que ara estan ocultes per la porta exterior que és tancada.
La porta de l'oest estava al principi protegida per dues torres construïdes probablement durant el regnat de Bàybars I. Després del terratrèmol del 1759, que enfonsà les defenses occidentals de la ciutadella, aquestes dues torres no se'n reconstruïren. A diferència de les altres dues portes, aquesta té un pas directe a dins de la ciutadella.

### Edifici de l'angle sud-oest
A l'angle sud-oest del pati s'alçà un edifici de dues plantes al llarg del mur de migjorn. La data d'aquest edifici fa temps que és incerta, però a partir d'anàlisis arqueològiques i arquitectòniques realitzades entre el 2002 i el 2006, se sap que és anterior als reforços de la ciutadella sota al-Adel i, sens dubte, era un complement a les defenses dels seljúcides. La funció d'aquest edifici després d'incorporar-lo a les noves muralles d'al-Adel, és a dir, després d'haver perdut el paper defensiu, segueix sent incerta ja que les excavacions no han revelat cap material in situ a partir del qual se'n pogués establir l'ús.